# 諾登鎮區 (明尼蘇達州彭寧頓縣)
諾登鎮區（英語：Norden Township）是位於美國明尼蘇達州彭寧頓縣的一個行政鎮區。

## 地方資料
諾登鎮區的面積為71.41平方千米，皆為陸地。根據2020年美國人口普查的數據，當地共有人口369人，而人口密度為每平方千米5.17人。